# Дзамбидзе, Дзамбо Датоевич
Дзамбо Датоевич Дзамбидзе (груз. ძამბო დათოსძე ძამბიძე, род. 29 июня 1947, Рустави, Грузинская Советская Социалистическая Республика) — российский криминальный авторитет, вор в законе, активно промышлял рэкетом, грабежом и убийствами в 1990-е годы. Известен под прозвищами Джамбо Душегуб и Джамбо Молодой.

## Биография
Дзамбо Датоевич Дзамбидзе родился 29 июня 1947 года в Рустави, ГССР. С 19 лет занимался криминальной деятельностью. По статье за грабеж, в 1969 году Джамбо был осужден районным судом на 5 лет лишения свободы (ст. 151 УК ГССР).
После первого срока Д. Дзамбидзе попал в грузинский воровской клан, которые одними из первых стали собирать деньги с подпольных предпринимателей — цеховиков. Также после освобождения Джамбо занимался валютными махинациями и спекуляцией. Большую часть прибыли Джамбо скидывал в общую кассу клана. В 1975 году стал положенцем.
В 1977 году Джамбо вновь попал в Тулунскую тюрьму за мошенничество (ст. 153 УК ГССР) и там его короновали до ранга вора в законе. Сидя в тюрьме Джамбо демонстрировал свои антиисламские взгляды. Выйдя в 1982 году, Джамбо стал заниматься обкладыванием данью предпринимателей. В конце 1980-х когда преступники начали заниматься рэкетом, Джамбо создал свою Руставскую преступную группировку в которую входили молодые парни, которые имели максимум одну ходку на зону. В этой организации также состояли Гурген Дигорский (Габриель Габинидзе) и Варзо (Варзо Варзиев), которые имели несколько «ходок» и считались блатными.

### Преступная деятельность Джамбо Молодого
Группа Джамбо Молодого занималась рэкетом на территорий Грузии и России. Верхушку группировки занимали: вор в законе Джамбо Молодой, его положенецы Варзо Варзиев (Варзо Владикавказский) и Артем Барсуков (Багет Уфимский), и смотрящий Габриель Габинидзе (Гурген Дигорский). Варзо Варзиев был родом из Орджоникидзе и сидел в тюрьмах по статьям за кражи и мошенничество, а Габриель Габинидзе был с Батуми и сидел в тюрьмах за кражу государственного имущества и печатание фальшивых купюр. В первой половине 1990-х годов ОПГ стала крышевать недавно приватизированные заводы на Кавказе и некоторые спиртовые заводы в Северной Осетии. Варзо следил за производством спирта в Осетии и за его доставкой в Грузию. Доставка в Грузию проходила через Военно-Грузинскую дорогу, которая была под контролем у Багета Уфимского (Артем Барсуков), он же должен был доставить груз в целости и сохранности в Тбилиси, а там спирт продавали. На грузино-российской границе были подкуплены российские и грузинские полицейские среди, которых был командир грузинских пограничников майор Хвича Абашвили. Также группировка занималась доставкой алкоголя на Украину, но на самом деле алкоголь продавали в российских городах, а в Украине оформляли недоставку.
Группировка Джамбо стала сотрудничать со многими кавказскими кланами, чтобы сохранить свой статус и территории. В 1993 году во время стрелки с ингушской братвой, к которой обратились несколько бизнесменов, началась стрельба, в которой многие члены ингушской братвы были убиты, а Гурген Дигорский из группировки Джамбо был ранен в ногу. Джамбо пытался прекратить войны среди бандитских группировок региона и восстановить мир. В дальнейшем ОПГ стала сотрудничать с бизнесменами, а те кто отказывался и угрожал становились врагами Джамбо, которых он убивал, вешая их или отравляя удушающим газом. За это Джамбо получил прозвище «Душегуб». Известен случай когда в грузинском городе Тержола бизнесмена по кличке «Мутсель», который отказывался платить дань, избили и задушили люди Джамбо. Также в 1994 году люди Джамбо в Ставрополе на пр. Рябиновый 14 задушили следователя Авета Томаняна, который начал выходить на контрабандную цепочку группировки. Занимая хорошее место среди кавказских группировок, Джамбо организовывал воровские встречи, на которых решалась ситуация с бизнесами.
В первой половине 1990-х годов группировка Джамбо помимо контрабанды, также держала множество розничных торговых точек в Тбилиси, Батуми и Рустави. От прибыли с этих бизнесов Джамбо Молодой приобрёл себе усадьбу близ Батуми, несколько квартир в Тбилиси и две квартиры в Москве. Также в автопарке Джамбо Молодого находились 2 машины марки Mercedes S-class. В то же время Дзамбидзе познакомился с Лашей Шушанашвили, который находился в Руставской ОПГ и вскоре стал одним из её лидеров.
В 1995 году Джамбо вместе со своим положенцем Варзо осели в Москве. Там Джамбо стал постоянным клиентом казино, где приобретал знакомства с другими ворами в законе. В том же году прошла встреча на которой решалась ситуация с сложившаяся среди уголовников города. Но не найдя перспектив в Москве Джамбо вновь отправился на Северный Кавказ, где в его отсутствие решения принимал смотрящий Гурген Дигорский. После приезда Джамбо, славянская группировка объявила ему стрелу. На эту стрелу приехала братва Джамбо во главе с Багетом (Артём Барсуков). Но в разгар стрелы на место приехал наряд полиции и все разъехались.
В середине 1990-х годов интересы клана Деда Хасана распространялись на Северный Кавказ. Среди прочих воров в законе, Усоян также заручался поддержкой Дзамбидзе. В конце 1995 года группировка Джамбо приехала на стрелу с конкурирующей бандой, которая грабила мелкие предприятия, которые находились под опекой Джамбо. В результате началась стрельба в которой были ранены Дато Цхинвальский (член группы Джамбо) и был убит Заурбек Цокуришвили (член группы Джамбо). Со временем Руставская ОПГ слилась с Тбилисской, которая была самой главной силой Деда Хасана на Кавказе.
В 1996 году в группировке Джамбо произошел бунт, он начался с покушения на самого вора в законе. Проезжая по трассе машина Джамбо, Mercedes S-klasse, был расстрелян из автоматов, но никто не пострадал. Затем началась перестрелка между телохранителем Джамбо Дато Цхинвальским и нападавшими. Группа рядовых преступников во главе с бандитом по кличке Пёс настраивали братву и обвиняли Джамбо в сокрытии денег и воровстве с кассы клана. Джамбо Молодой смог успокоить своих подчинённых, а зачинщики бунта пропали без вести. В том же году из-за повышенного внимания властями к грузино-российской границе, были убиты капитан следственной службы Грузии Д. Бурадзе и лейтенант таможенной службы России Андрей Никитич Бердовский.

## Последние годы группировки
К 1999 году группировка Джамбо Молодого крышевала и брала кассу с бизнесов в Тбилиси (включая близлежащие сёла), Рустави, Кутаиси и Владикавказа. Контрабандная деятельность группировки также продолжалась, в 1997 году Дато Цхинвальский из людей Джамбо Молодого застрелил из автоматического оружия капитана грузинской пограничной службы Заурбека Джугашвили, которого Руставская ОПГ скорее всего не смогла подкупить, или же Джугашвили вычислила антикоррупционная служба Грузии. Также была создана сеть игровых клубов для отмывания денег. Из-за внутренних конфликтов к 2000-му году группировка начала распадаться, также были потеряны все позиции в Москве и группировка полностью сосредоточилась в Грузии. В 2004 году на очередной встрече в Тбилиси Джамбо с несколькими другими преступниками был задержан сотрудниками полиции в ходе грузинкой полицейской операции направленной на поимку воров в законе и криминальных авторитетов. При попытке спасти Джамбо от задержания был застрелен его телохранитель Дато Томанидзе (Дато Цхинвальский). В том же году Джамбо был приговорен судом к лишению свободы на 13 лет за создание преступного сообщества, организации убийств и грабежей. Также затем посадили всю верхушку братвы — смотрящего Габриеля Габинидзе (Гурген Дигорский), положенца Варзо Варзиева (Варзо Владикавказский) и положенца Артема Барсукова (Багет Уфимский). После ареста Джамбо, на посту лидера его сменили Р. Хмаладзе и Л. Маргиа, которые стали главами остатков группировки (в группировке осталось всего около 20 человек). В 2017 Л. Маргиа был задержан в Турции, а Р. Хмаладзе сбежал с Грузии в 2010-х. В 2023 году грузинское следственное управление предъявили Р. Хмаладзе заочное обвинение за преступную деятельность и связи с ворами в законе.

## Комментарии
1. ↑  Многие воры и уголовники конфликтовали с мусульманами, так как последние из-за религии были против воров в законе и воровских понятий.
2. ↑  Бык — охранник вора в законе и остальных высших лиц в преступных группировках.